# Lê Thị Nguyệt
Lê Thị Nguyệt (sinh ngày 2 tháng 6 năm 1963) là nữ chính trị gia người Việt Nam. Bà từng là Phó Trưởng Ban Dân nguyện thuộc Ủy ban Thường vụ Quốc hội, phụ trách vấn đề kiến nghị của cử tri.
Bà từng là đại biểu Quốc hội Việt Nam khóa 14, khóa 13, khóa 12, thuộc đoàn đại biểu Vĩnh Phúc, Phó Chủ nhiệm Ủy ban về các vấn đề xã hội của Quốc hội Việt Nam khóa 14, Chủ tịch Nhóm Nghị sĩ hữu nghị Việt Nam - Nicaragoa.

## Xuất thân và giáo dục
Lê Thị Nguyệt sinh ngày 2 tháng 6 năm 1963, người dân tộc Kinh, không theo tôn giáo nào, quê quán tại xã Minh Quang, huyện Tam Đảo, tỉnh Vĩnh Phúc. Theo thông tin đại biểu Quốc hội khóa 12 thì bà có quê quán ở xã Tiến Thắng, huyện Mê Linh, tỉnh Vĩnh Phúc.
Lê Thị Nguyệt là Cử nhân Luật, Thạc sĩ Chính trị.
Lê Thị Nguyệt còn có bằng Cao đẳng sư phạm ngữ văn.

## Sự nghiệp
Ngày 3 tháng 2 năm 1985, Lê Thị Nguyệt gia nhập Đảng Cộng sản Việt Nam.
Sau đó bà học tập và có bằng Cao cấp lý luận chính trị Đảng Cộng sản Việt Nam.
Lê Thị Nguyệt là Đại biểu Quốc hội Việt Nam khóa 12 tỉnh Vĩnh Phúc, kiêm Tỉnh ủy viên, Ủy viên Ban Chấp hành Trung ương Hội Liên hiệp Phụ nữ Việt Nam, Bí thư Đảng đoàn, Chủ tịch Hội Liên hiệp Phụ nữ tỉnh Vĩnh Phúc, Ủy viên Ủy ban về các vấn đề xã hội của Quốc hội Việt Nam khóa 12.
Lê Thị Nguyệt là Đại biểu Quốc hội Việt Nam khóa 12, khóa 13 và khóa 14 thuộc đoàn đại biểu tỉnh Vĩnh Phúc, Phó Chủ nhiệm Ủy ban về các vấn đề xã hội của Quốc hội Việt Nam khóa 14, Chủ tịch Nhóm Nghị sĩ hữu nghị Việt Nam - Nicaragoa.
Ngày 24 tháng 9 năm 2021, Trưởng ban Dân nguyện Dương Thanh Bình đã trao Nghị quyết số 383/NQ-UBTVQH15 của Ủy ban Thường vụ Quốc hội về việc điều động bà Lê Thị Nguyệt, Phó Chủ nhiệm Ủy ban Về các vấn đề xã hội khóa XIV về nhận công tác tại Ban Dân nguyện, bổ nhiệm giữ chức Phó Trưởng Ban Dân nguyện thuộc Ủy ban Thường vụ Quốc hội.
Từ ngày 1 tháng 7 năm 2023, bà nghỉ hưu.